# Сукин, Александр Тимофеевич
Александр Тимофеевич Сукин (25 марта (6 апреля) 1887, Оренбургская губерния — 28 марта 1938, Ташкент) — генерал-майор, начальник штаба Южного отряда антибольшевистских повстанцев (1918) Оренбургского казачьего войска, командир Оренбургского 11-го казачьего полка (1918—1920). В эмиграции работал на советскую военную разведку. Брат генерал-лейтенанта Николая Сукина.

## Биография
Родился 25 марта (6 апреля) 1887 года в станице Буранная первого (Оренбургского) военного отдела (административно-территориальной единицы) Оренбургского казачьего войска в дворянской семье есаула Тимофея Петровича Сукина (род. 1858). Александр окончил Второй Оренбургский кадетский корпус, после чего поступил в столичное Николаевское кавалерийское училище, из которого выпустился по первому разряду. Кроме того, он учился в Офицерской гимнастической школе.
1 (14) сентября 1904 года приступил к воинской службе в Русской императорской армии. Получил звание хорунжего в марте 1906 (со старшинством с 1905); стал сотником в 1909 году, а подъесаулом — в 1913. Достиг чина своего отца (есаула) уже в середине Первой мировой войны — в 1916 году. Дослужился до войскового старшины в разгар Гражданской войны, в июле 1918 года, с формулировкой «за особо выдающуюся полезную деятельность по организации борьбы казаков против большевиков и за мужество, проявленное в этой борьбе»; стал полковником в середине сентября того же года (за боевое отличие). Звание генерал-майора было присвоено уже в конце активной фазы антибольшевистской борьбы, 18 октября 1920 года.
С 1906 по 1908 годы служил в Оренбургском 4-м казачьем полку, а с 1911 по 1914 — в Оренбургском 3-м казачьем полку, откуда перешёл в Оренбургский 17-й казачий полк (с 27 июля 1914 года). В этом полку стал командиром 4-й сотни (с августа).
С 1918 года активно участвовал в повстанческом движения на территории Оренбургского казачьего войска, возглавлял отряд станиц Буранной и Изобильной — позже его на этом посту сменил подъесаул А. П. Донецков. Летом 1918 года стал начальником штаба Южного отряда антибольшевистских повстанцев.
На середину сентября 1918 года состоял в распоряжении Войскового начальства Оренбургского казачьего войска. Первоначально был назначен временным командующим Оренбургского 7-го казачьего полка — но этот приказ был отменён в связи с откомандированием в Уральский армейский корпус. В начале октября был назначен командующим Оренбургского 11-го казачьего полка: в этой должности состоял и в 1919—1920 годы.
Участвовал в Пермской, Красноуфимской, а также Екатеринбургской операциях Белой армии, сражался на Тоболе и Ишиме, участвовал в Великом Сибирском Ледяном походе (в составе Северной армейской колонны). Генерал-майор Зуев А. В. позже упрекал своего бывшего командира (Сукина) «в авантюризме и своеволии», приписывая ему идею похода полка по реке Ангаре. В 1920 году Сукин вместе с братом продолжал службу в вооружённых силах Российской Восточной Окраины.
По окончании Гражданской войны Сукин с женой Лидией Павловной, сыном Вадимом, матерью жены Ниной Николаевной (из военных, потомков Кантемиров) оказался в эмиграции в Харбине, где был начальником службы военных сообщений КВЖД. Вслед за своим братом, при его участии, был завербован советской военной разведкой и получил псевдоним «Искандер». Добывали с сыном информацию о японских военных, их новой винтовке и т.д. В 1933 году по приказу центра тайно был переправлен с семьей в СССР, из -за реальных подозрений со стороны китайских властей.
Осенью 1937 года Сукин, проживавший на тот момент в Ташкенте, был арестован. Особым совещанием НКВД СССР был приговорён к расстрелу по обвинению «в измене Родине и шпионаже». Приговор был приведён в исполнение 28 марта 1938 года.

## Награды
- Орден Святого Станислава 3 степени (1911) — мечи и бант (1914—1916)
- Орден Святого Владимира 4 степени с мечами и бантом (1915)
- Орден Святого Станислава 2 степени с мечами (1915)
- Благодарность Круга объединенных станиц (1918)
- Знак отличия Военного ордена «За Великий Сибирский поход» 1 степени (1920)[3]

## Семья
Брат: Николай Тимофеевич Сукин (1878—1937) — генерал-лейтенант, командующий VI Уральским армейским корпусом (1919), конфликтовал с атаманом А. И. Дутовым.
Сын: Вадим Александрович Сукин (1913—1991) — инженер-строитель, архитектор, был советским разведчиком, отбывал 18 лет в лагерях НКВД .